# Lisil hidroxilasa
La lisil hidroxilasa o procolágeno-lisina 4-dioxigenasa, es una enzima que cataliza la hidroxilación de la lisina a hidroxilisina.

## Clasificación
Esta enzima pertenece a la familia de las oxidorreductasas, más específicamente a aquellas oxidorreductasas que actúan sobre un par de dadores de electrones con incorporación o reducción de oxígeno molecular; con 2-oxoglutarato como uno de los dadores, y la incorporación de un átomo de oxígeno a cada uno de los dadores.

## Nomenclatura
El nombre sistemático de esta clase de enzimas es: L-lisina-[procolágeno],2-oxoglutarato:oxígeno oxidorreductasa (5-hidroxilante). Otros nombres de uso común pueden ser procolágeno-lisina 5-dioxigenasa; lisina hidroxilasa; lisina,2-oxoglutarato 5-dioxigenasa; protocolágeno lisina dioxigenasa; colágeno lisina hidroxilasa; lisina-2-oxoglutarato dioxigenasa; lisil hidroxilasa; lisilprotocolágeno dioxigenasa; protocolágeno lisil hidroxilasa; peptidil-lisina, 2-oxoglutarato: oxígeno oxidorreductasa; peptidillisina, 2-oxoglutarato:oxígeno 5-oxidorreductasa; protocolágeno lisina hidroxilasa; procolágeno-L-lisina,2-oxoglutarato:oxígeno oxidorreductasa (5-hidroxilante).

## Estructura y función
La reacción catalizada por esta enzima es necesaria para la formación y estabilización del colágeno. La reacción ocurre a continuación de la síntesis proteica (como una modificación postraduccional). La proteína es una enzima homodimérica unida a la membrana de las cisternas del retículo endoplasmático rugoso, donde ejerce su acción del lado luminal.
Requiere hierro y vitamina C como cofactores.

## Patologías asociadas
Un defecto en su cofactor, la vitamina C, se encuentra asociado con el escorbuto.